# Ивелин Димитров
Ивелин Димитров е изтъкнат български композитор, диригент и музикален педагог. Ученик на маестро Марин Големинов. Дълги години работи като преподавател по солфеж в детския хор „Бодра смяна“. С бивши хористки от този хор през 1968 г. създава камерна капела „Полифония“, с която постига значителни международни успехи. Ивелин Димитров е диригент на този хор до внезапната си смърт по време на концертно турне в Италия.
През цялото време на своята педагогическа и диригентска дейност Ивелин Димитров активно се занимава с композиция. Създава десетки опуси, между които няколко симфонии, „Несретни песни“ и „Строфи на благодарността“ за дамски хор и симфоничен оркестър, „Ден на жертвоприношението“ за дамски хор и струнен оркестър, Симфоничната сюита „Из моите песни“, „Романсът“ за цигулка и оркестър, „Клавирен квинтет“, „Струнен квартет“, „Есенни епизоди“ за цигулка, флейта и пиано и много други.
През 1991 г. по случай 51-годишнината от възвръщането на Южна Добруджа става почетен гражданин на Силистра.
Умира на 27 септември 2008 г. в Кампобасо, Италия. Погребан е в Централните софийски гробища.

## Памет
На Ивелин Димитров е наречена улица в квартал „Манастирски ливади“ в София (Карта).